# جورج ر. ديفيس
جورج ر. ديفيس (بالإنجليزية: George R. Davis)‏ هو قاضي ومحامي وسياسي أمريكي، ولد في 1788، وتوفي في 24 يونيو 1867. حزبياً، نشط في الحزب الديمقراطي. وقد انتخب عضو جمعية ولاية نيويورك.